# Phenomenon
Phenomenon е вторият студиен албум на канадската рок група Thousand Foot Krutch, както и първият им проект за Tooth & Nail Records. Албумът е издаден на 30 септември 2003 г. Стилът е различен в сравнение с предишния албум на групата, с по-малко рапиране и вместо това, синтез на модерен рок и ню метъл.

## Списък на песните
1. Phenomenon 2:59
2. Step To Me 3:00
3. Last Words 2:48
4. This Is A Call 3:49
5. Rawkfist 2:40
6. Faith, Love And Happiness 2:54
7. I Climb 3:24
8. Quicken 2:51
9. New Design 3:29
10. Bounce 3:26
11. Ordinary 3:09
12. Break The Silence 3:03

## Сингли
- Phenomenon
- Rawkfist
- Bounce
- This Is A Call